# بالاتون‌فوزفو
بالاتون‌فوزفو (به مجاری: Balatonfűzfő) یک منطقهٔ مسکونی در مجارستان است که در ناحیه بالاتون‌آلمادی واقع شده‌است. بالاتون‌فوزفو ۹٫۲۵ کیلومتر مربع مساحت و ۴٬۱۴۲ نفر جمعیت دارد.